# 维京太阳号
维京太阳号（MV Viking Sun）是原本由维京游轮运营的遊輪，也是维京游轮旗下的第四艘海轮。該郵輪总载客量为930人，长228.2米，宽28.8米，重48000吨，共九层甲板，拥有465间客房、1个健身中心、1个水疗中心、室内和户外游泳池、1个剧场、2个影院。
2017年9月25日，該郵輪在意大利安科纳建成完工，該郵輪由芬坎蒂尼集團建造。  2017年12月，维京太阳号在美国迈阿密正式启动了为期近5个月141天的首次世界巡航，沿途跨越5大洲35个国家、停靠64个港口。2018年3月8日，维京太阳号环球首航抵达上海港国际客运中心码头，并举行命名典礼。 這艘郵輪也是历史上第一艘在上海市外滩命名的海上游轮，也是维京海上游轮在中国的首次亮相。2018年5月5日，维京太阳号抵达世界巡航终点站英国伦敦。
2021年4月，维京太阳号由维京游轮与招商蛇口的合资企业招商维京邮轮运营。 船籍港位於蛇口邮轮中心。  4月7日，维京太阳号正式入境靠泊蛇口邮轮中心。同時郵輪更名為招商伊敦號，名字來自於中国第一艘现代商轮「伊敦轮」。 招商伊敦號之後移泊蛇口友联船厂完成维修、更换标志等作业。之後正式转入中国船籍，成为历史上第一艘挂中华人民共和国国旗的高端远洋邮轮，也是招商维京游轮旗下第一艘中国籍海轮。船上的所有标识、餐饮菜单、文娱项目都會进行汉化改造或重新设计。